# Centralarkivet för Finlands näringsliv
Centralarkivet för Finlands näringsliv, finska Suomen Elinkeinoelämän keskusarkisto, förkortat ELKA, verkar sedan 1980 i S:t Michel som ett arkiv för det finländska näringslivet.